# 헤드샷
컴퓨터 게이밍에서 헤드샷(headshot)은 적의 머리를 뚫는 상처를 말하며, 주로 "즉사"로까지 이어진다. 헤드샷은 저격에서 가장 많이 시도된다.

## 배경
비디오 게임에서 헤드샷은 보통 어려운 기술의 사격을 나타낸다. 부위 중에서 머리가 제일 작아 정밀하게 사격을 해야되기 때문이다. 카운터 스트라이크, 언리얼 토너먼트, 스페셜포스, 오버워치, 서든어택과 같은 수많은 1인칭 슈팅 게임에서는, 플레이어가 헤드샷을 할 경우 일반적인 사격으로 피해를 입혔을 때보다 더 크게 보상한다. 카운터 스트라이크에서 돌격 소총이나 SMG의 일반적인 총알은 최대 50HP의 피해를 적에게 입힐 수 있는 반면 헤드샷은 최대 150HP의 피해를 입힐 수 있다. 저격총의 경우, 플레이어는 잘 하면 400HP까지 피해를 입히며 점수를 얻을 수 있다. Syphon Filter 시리즈의 수많은 전투는 방탄복을 착용할 경우 상대를 죽이거나 패배시키기 위해 헤드샷을 요구한다. 기어스 오브 워는 또한 플레이어들이 헤드샷으로 즉사할 수 있게 만들어 놓았다.
운이나 실력을 통해 헤드샷 기술을 오랫동안 사용하는 플레이어를 볼 수 있는데, 이러한 경우는 드문 편이다. 높은 실력의 면모를 보이는 것들 가운데 하나는 스나이퍼 라이플로 헤드샷을 여러 번 구사하는 것이다. 이렇게 기술을 높이 사는 까닭은 움직이는 목표를 따라다니는 데에는 어려움이 있으며 헤드샷 점수를 얻는 것은 엄청난 솜씨를 요구하기 때문이다. 이러한 까닭에 이러한 대단한 업적은 불법 프로그램 의심까지 이어지기도 한다. 플레이어가 보이는 목표에 헤드샷 점수를 얻을 수 있게 하는 에임봇이라는 수정된 게임 파일이나 프로그램을 통해 이러한 것을 가능하게 만든다. 게다가, 게임 안의 어떠한 무기들은 발사 뒤에 머리에 이는 반동 때문에 "헤드샷 머신"이라고 부른다.

## 대중화
비디오 게임 문화에서 헤드샷이라는 용어는 언리얼 토너먼트의 등장으로 인해 점점 더 많이 쓰이게 되었다. 여기서 플레이어가 헤드샷 기술을 발휘하면 게임의 아나운서가 크게 "헤드샷!"이라고 외친다. 2004년에 이 용어는 Pure Pwnage 시리즈의 에피소드에서 사용되었으며, 프로 게이머 FPS_Doug 자신이 적에게 헤드샷을 발휘하여 점수를 얻자마자 "붐! 헤드샷!"이라고 외쳤다.

## 같이 보기
- 1인칭 슈팅 게임
- 3인칭 슈팅 게임